# 村主千香
村主 千香（すぐり ちか、1983年11月4日 - ）は、日本の元フィギュアスケート選手（女子シングル）、プロフィギュアスケーター、フィギュアスケートコーチ、解説者。

## 経歴
神奈川県横浜市出身。清泉女学院中学校・高等学校、東洋英和女学院大学卒。
姉はフィギュアスケート選手の村主章枝。姉の章枝はキス・アンド・クライでテレビカメラを向けられると、いつも「Chika（千香）, I love you!」と呼びかけている。
現役時代は日本スケート連盟強化選手に指定され、海外の競技会にも派遣された。全日本選手権の最高位は9位。2005-2006シーズン終了後に引退。引退後はプロスケーターとして活動している。
2007年からは、かつて指導を受けた樋口豊の誘いを受け、指導者としての活動も開始。鍼灸マッサージの専門学校にも通っている。さらにJ SPORTSで解説者を務めるようになった。ジャンプの中ではループジャンプが一番苦手。
2012年7月に同い年の一般人男性と結婚。2013年10月に第1子（長男）、2018年12月に第2子（次男）を出産した。なお、夫の弟は柿澤勇人。

### 主な戦績
| 大会/年                      | 1998-99 | 1999-00 | 2000-01 | 2001-02 | 2002-03 | 2003-04 | 2004-05 | 2005-06 |
| ---------------------------- | ------- | ------- | ------- | ------- | ------- | ------- | ------- | ------- |
| 全日本選手権                 |         |         |         | 19      | 19      | 12      | 9       | 13      |
| カールシェーファーメモリアル |         |         |         |         |         |         | 8       |         |
| 全日本Jr.選手権              | 26      | 12      |         |         |         |         |         |         |

### 詳細
| 2001-2006 シーズン  |                                                |          |          |           |
| 開催日              | 大会名                                         | SP       | FS       | 結果      |
| 2005年12月23日-25日 | 第74回全日本フィギュアスケート選手権（東京）   | 17 38.68 | 12 76.16 | 13 114.84 |
| 2004年12月24日-26日 | 第73回全日本フィギュアスケート選手権（新横浜） | 11 44.50 | 9 82.35  | 9 126.85  |
| 2004年10月13日-16日 | カールシェーファーメモリアル（ウィーン）       | 10       | 6        | 8         |
| 2003年12月25日-26日 | 第72回全日本フィギュアスケート選手権（長野）   | 14       | 12       | 12        |
| 2002年12月19日-22日 | 第71回全日本フィギュアスケート選手権（京都）   | 20       | 19       | 19        |
| 2001年12月21日-23日 | 第70回全日本フィギュアスケート選手権（大阪）   | 18       | 20       | 19        |

## プログラム
| シーズン  | SP                                  | FS         |
| --------- | ----------------------------------- | ---------- |
| 2005-2006 | 月の光 作曲：クロード・ドビュッシー | エデンの東 |

## 出演

### テレビ番組
- 所さんの目がテン!「フィギュアスケートの科学」（日本テレビ、2006年1月）
- ザ・ワイド（日本テレビ、2006年2月）
- 芸能人ウワサの美人妻顔出し解禁100連発スペシャル（日本テレビ、2008年1月3日） - 「芸能人ウワサの家族」のコーナーに村主章枝の妹として出演。
- 一攫千金!日本ルー列島（フジテレビ、2008年10月31日）
- 情報ライブ ミヤネ屋（読売テレビ、2010年2月24日）
- さんま&EXILEの世界に一つだけの歌 第4弾（朝日放送、2010年4月9日）
- 魔女たちの22時（日本テレビ、2010年5月25日）
- 白黒ジャッジバラエティ 中居正広の怪しい噂の集まる図書館「芸能人のマル秘兄弟公開SP！」（テレビ朝日、2012年2月14日）
- グッド!モーニング（テレビ朝日、2013年9月30日 - ） - 金曜担当スポーツコメンテーター

### ネット配信番組
- トンデモ！さいえんす「フィギュアスケートの秘密」（Wiiの間、2010年2月6日・20日）